# Porumbenii
Porumbenii – wieś w Rumunii, w okręgu Bistrița-Năsăud, w gminie Silivașu de Câmpie. W 2011 roku liczyła 4 mieszkańców.